# Алёшин, Андрей Алексеевич
Андрей Алексеевич Алёшин (1895 — 1920) — русский революционер, участник Октябрьского вооружённого восстания в Москве.

## Биография
Андрей Алёшин начал трудовую деятельность в Санкт-Петербурге на металлическом заводе. В 1914 году вступил в коммунистическую партию. В 1915 году переехал в Москву, работал на заводе «Динамо». Принимал активное участие в революционном кружке, занимался налаживанием связи с Лефортовским и Городским райкомами РСДРП.
Был одним из организаторов стачки против полицейского произвола, начавшейся на заводе «Динамо» 2 октября 1915 года и продолжавшейся 2 недели. За это он был арестован и отправлен в армию. Находясь в казармах в Орле пробовал заниматься революционной агитацией, но вскоре нелегально перебрался в Санкт-Петербург, где несколько месяцев занимался революционной работой. Был арестован и отправлен в маршевую роту в Рязань для отправки на фронт Первой мировой войны. Там он продолжал занимался революционной работой среди солдат, но вскоре был серьёзно контужен, освобождён от воинской службы и вернулся на завод «Динамо».
Во время Февральской революции 1917 года был членом исполкома Московского совета и бюро его большевистской фракции. Накануне Октябрьской революции занимался формированием Красной гвардии. Во время Октябрьского вооружённого восстания был членом военно-революционного комитета Рогожско-Симоновского района. Руководил штурмом Крутицких казарм, организовывал охрану Симоновских пороховых погребов. Возглавлял отряд, прорвавшийся через улицу Варварку на Красную площадь, участвовал в штурме Кремля. После установления советской власти был секретарём большевистской фракции Моссовета и членом его исполкома.
В августе 1918 года по партийной мобилизации добровольно ушёл на фронт Гражданской войны. Попав на Восточный фронт, занимался организацией отрядов для отправки на Чехо-Словацкий фронт. Затем отправился на Северный фронт, служил в 6-й армии заведующим политотделом дивизии. Участвовал в боях против интервентов. Во время затишья на Северном фронте был командирован заведующим политотделом при конном корпусе Будённого. В 1920 году умер от сыпного тифа в городе Валуйки.

## Память
Именем Андрей Алёшина в 1922 году были названы Крутицкие казармы.